# بتی هیوکلز
بتی هیوکلز (به انگلیسی: Betty Heukels) (زادهٔ ۲۵ فوریهٔ ۱۹۴۲) شناگر اهل هلند است.